# نان سرخ شده
نان سرخ شده یکی از غذاهای مردم بومی آمریکای شمالی است که یک نان خمیر مسطح، سرخ شده در روغن، چرب‌مایه یا چربی خوک است.
نان سرخ شده با مواد ساده ای همچون آرد گندم، آب، نمک و گاهی اوقات بیکینگ پودر تهیه می‌شود، نان سرخ شده را می‌توان به تنهایی یا با مواد مختلف مانند عسل، مربا، پودر قند، گوشت گوزن یا گوشت گاو مصرف کرد. این نان پایه تاکو است.
نان سرخ شده تاریخچه فرهنگی پیچیده‌ای دارد که به‌طور جدایی ناپذیری با امپریالیسم آمریکا و حذف سرخپوستان در هم آمیخته است. مواد تشکیل دهنده نان سرخ شده در اختیار بومیان آمریکا قرار می‌گرفت تا از گرسنگی آنها جلوگیری شود. منتقدان این کار را هم نمادی از استعمار و هم نمادی از انعطاف‌پذیری می‌دانند.

## تاریخچه
نان سرخ شده در سال ۱۸۶۴ با استفاده از آرد، شکر، نمک و چربی خوک که توسط ایالات متحده به ناواهو‌ها داده شد، تهیه می‌شد. زمانی که ناواهوها که در آریزونا زندگی می‌کردند، مجبور شدند سفر ۳۰۰ مایلی را به نام "پیاده روی طولانی " انجام دهند و به نیومکزیکو نقل مکان کنند. برای جلوگیری از گرسنگی بومیان آواره آمریکایی، دولت ایالات متحده مجموعه کوچکی از مواد غذایی اصلی را تهیه کرد که شامل موادی بود که با آن یک نان سریع ساده درست می‌کرد. این نان در تابه ای که در آن چربی خوک داغ شده بود، روی ذغال سنگ پخته می‌شد و به عنوان نان سرخ شده شناخته می‌شد. این غذا در نهایت به قبایل دیگر سرایت کرد. مدارس شبانه‌روزی بومیان آمریکا نیز به گسترش نان سرخ شده در رژیم غذایی بومیان آمریکا کمک کردند.

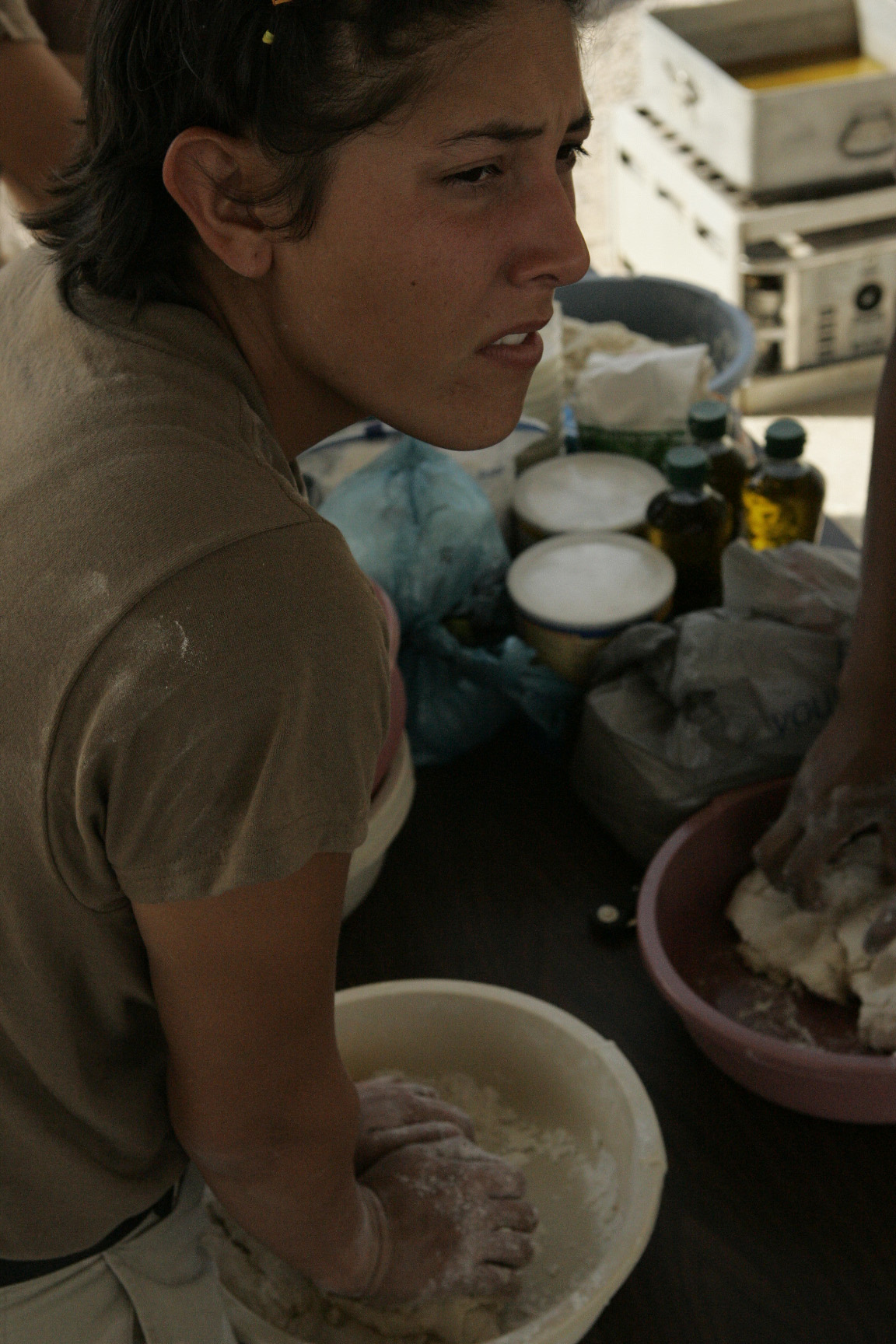
یکی از اعضای قبیله کریک در حال تهیه نان سرخ شده(۲۰۰۴)

به گفته مجله اسمیتسونیان، برای بسیاری از بومیان آمریکا، «نان سرخ شده یک نسل را با نسل دیگر پیوند می‌دهد و همچنین زمان حال را به روایت دردناک تاریخ بومیان آمریکا متصل می‌کند».

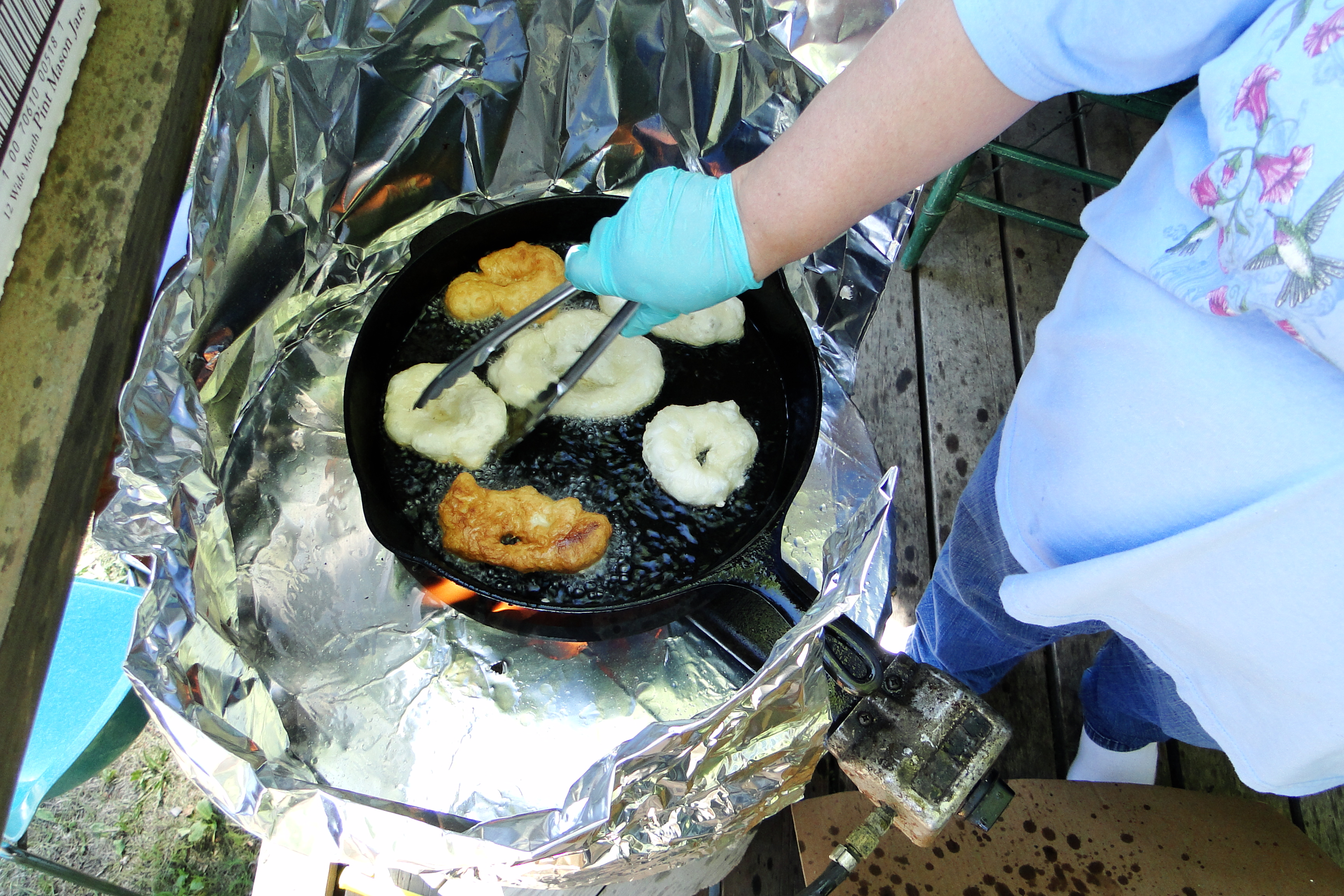
پخت نان سرخ شده در یک ماهیتابه چدنی در تنانا، آلاسکا.

دستور پخت معمولی نان سرخ کردنی شامل آرد، آب، نمک، مقدار کمی روغن یا چربی خوک و گاهی بیکینگ پودر یا به ندرت مخمر است. مواد را مخلوط کرده و به صورت خمیر ساده درمی‌آوریم و به مدت ۳۰ دقیقه تا یک ساعت با پارچه می‌پوشانیم تا خمیر پف کند. سپس به صورت گلوله‌های کوچک در می‌آید و قبل از سرخ شدن در روغن داغ یا به صورت رول شده یا مسطح سرخ می‌شود.

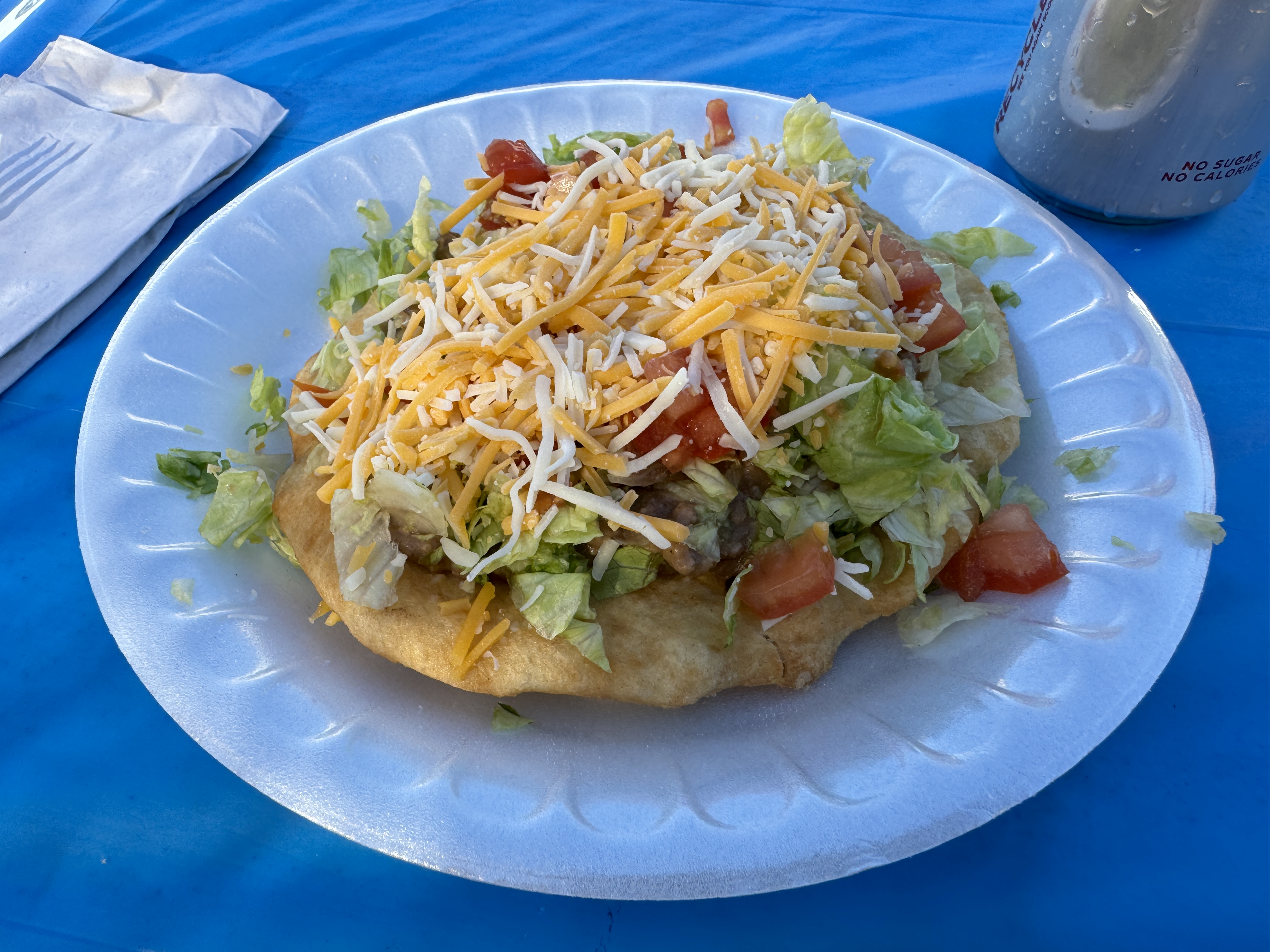
تاکوی نان سرخ شده، تاکوی هندی، یا تاکوی ناواهو، نان سرخ‌شده‌ای است که روی آن اقلام مختلف، معمولاً گوشت گوزن یا گاو، و همچنین سایر موادی که معمولاً در تاکو یافت می‌شود، روی آن‌ها قرار می‌گیرد.